# Pola (Międzyleś)
Pola – część wsi Międzyleś w Polsce, położona w województwie lubelskim, w powiecie bialskim, w gminie Tuczna.
W latach 1975–1998 Pola administracyjnie należały do województwa bialskopodlaskiego.